# Cyrtandra dolichocalyx
Cyrtandra dolichocalyx är en tvåhjärtbladig växtart som beskrevs av Rudolf Schlechter. Cyrtandra dolichocalyx ingår i släktet Cyrtandra och familjen Gesneriaceae. Inga underarter finns listade i Catalogue of Life.